# Chasseur blanc, cœur noir
Pour plus de détails, voir Fiche technique et Distribution.
Chasseur blanc, cœur noir (White Hunter, Black Heart) est un film américain réalisé par Clint Eastwood et sorti en 1990. Il est adapté du roman du même nom de Peter Viertel, qui s'est notamment inspiré de John Huston. 
Il est présenté en compétition officielle au festival de Cannes 1990. À sa sortie, le film reçoit des critiques globalement positives mais est un échec au box-office.

## Synopsis
Dans les années 1950, le jeune scénariste-écrivain Pete Verrill est invité par son ami John Wilson dans sa luxueuse propriété britannique. Ce dernier, intransigeant et incontrôlable réalisateur de films, veut qu'il réécrive le script d'un projet intitulé The African Trader. John veut absolument partir le tourner entièrement en Afrique, au grand désespoir de son producteur Paul Landers qui estime que cela va coûter extrêmement cher. Wilson explique à Verrill que sa motivation est en réalité ailleurs : chasseur de longue date, il veut réaliser son rêve de participer à un safari en Afrique. Il achète ainsi un ensemble de fusils de chasse et de nombreuses cartouches et les facture au studio.
Pete et John arrivent à l'aéroport d'Entebbe en Ouganda. Sur place, ils séjournent dans un luxueux hôtel. Alors que Pete se consacre à retravailler le script, John est bien plus intéressé par la chasse que par le film. Ils rencontrent des chasseurs locaux pour partir chasser des éléphants. Le metteur en scène va notamment devenir obsédé par un éléphant en particulier. Cela va créer de fortes tensions avec son scénariste, qui ne comprend pas trop l’intérêt de tuer des animaux pour le « sport ».

## Fiche technique
- Titre français : Chasseur blanc, cœur noir
- Titre original : White Hunter, Black Heart
- Réalisation : Clint Eastwood
- Scénario : Peter Viertel, James Bridges et Burt Kennedy, d'après le roman White Hunter, Black Heart de Peter Viertel
- Musique : Lennie Niehaus
- Directeur de la photographie : Jack N. Green
- Directeur artistique : Tony Reading
- Costumes : John Mollo
- Montage : Joel Cox
- Effets spéciaux : John Evans
- Production : Clint Eastwood
  - Coproducteur : Stanley Rubin
  - Producteur délégué : David Valdes

- Sociétés de production : Malpaso Productions, Rastar Pictures et Warner Bros.
- Distribution : Warner Bros.
- Budget : 24 millions de dollars[1]
- Pays de production :  États-Unis
- Langue originale : anglais
- Format : couleur
- Genre : drame, aventures
- Durée : 112 minutes
- Dates de sortie[2] :
  - France : 16 mai 1990 (festival de Cannes et sortie nationale)
  - États-Unis : 14 septembre 1990
- Affiche : Bill Gold (États-Unis)

## Distribution
- Clint Eastwood (VF : Jean-Claude Michel) : John Wilson
- Jeff Fahey (VF : Vincent Violette) : Peter Verrill
- Charlotte Cornwell (VF : Liliane Patrick) : Miss Wilding
- Norman Lumsden : George
- George Dzundza (VF : Jacques Ferrière) : Paul Landers
- Marisa Berenson : Kay Gibson
- Richard Vanstone : Phil Duncan
- Edward Tudor-Pole : Reissar
- Roddy Maude-Roxby : Thompson
- Richard Warwick (VF : Marcel Guido) : Basil Fields
- John Rapley : l'armurier
- Catherine Neilson (VF : Kelvine Dumour) : Irene Saunders
- Alun Armstrong (VF : Jean-Pierre Moulin) : Ralph Lockhart
- Timothy Spall (VF : Jacques Frantz) : Hodkins
- Mel Martin (VF : Anne Deleuze) : Margaret McGregor
- Boy Mathias Chuma : Kivu
- Jamie Koss : Mme Duncan
- Geoffrey Hutchings (VF : Mario Santini) : Alec Laing
- Christopher Fairbank (VF : Philippe Peythieu) : Tom Harrison, le directeur artistique
- Clive Mantle (VF : Richard Darbois) : Harry
- Alex Norton (VF : Vincent Grass) : Zibelinsky
- Eleanor David (VF : Denise Metmer) : Dorshka Zibelinsky
- Conrad Asquith (VF : Michel Modo) : Ogilvy, le chasseur blanc

## Production

### Genèse et développement
En 1951, l'écrivain Peter Viertel suit le cinéaste John Huston lors du tournage de L'Odyssée de l'African Queen. Il s'en inspire pour son roman Chasseur blanc, cœur noir où il crée le personnage de John Wilson, fortement inspiré par John Huston. Cependant, si John Huston avait dénoncé la chasse à l'éléphant dans son film Les Racines du ciel, le personnage du film d'Eastwood préfère abandonner le tournage pour aller chasser.
Pour avoir plus d'informations, Clint Eastwood s'est entretenu avec la fille de John Huston, l'actrice Anjelica Huston.
La Warner a accepté de financer ce film à condition que Clint Eastwood réalise également La Relève, qui sort quelques mois à peine après Chasseur blanc, cœur noir.

### Attribution des rôles
Plusieurs acteurs incarnent des personnages inspirés de personnes réelles : Pete Verrill (joué par Jeff Fahey) est le romancier Peter Viertel, Paul Landers (George Dzundza) est le producteur Sam Spiegel, Kay Gibson (incarnée par Marisa Berenson) s'inspire de Katharine Hepburn, alors que le personnage de Phil Duncan (Richard Vanstone) est inspiré par Humphrey Bogart.

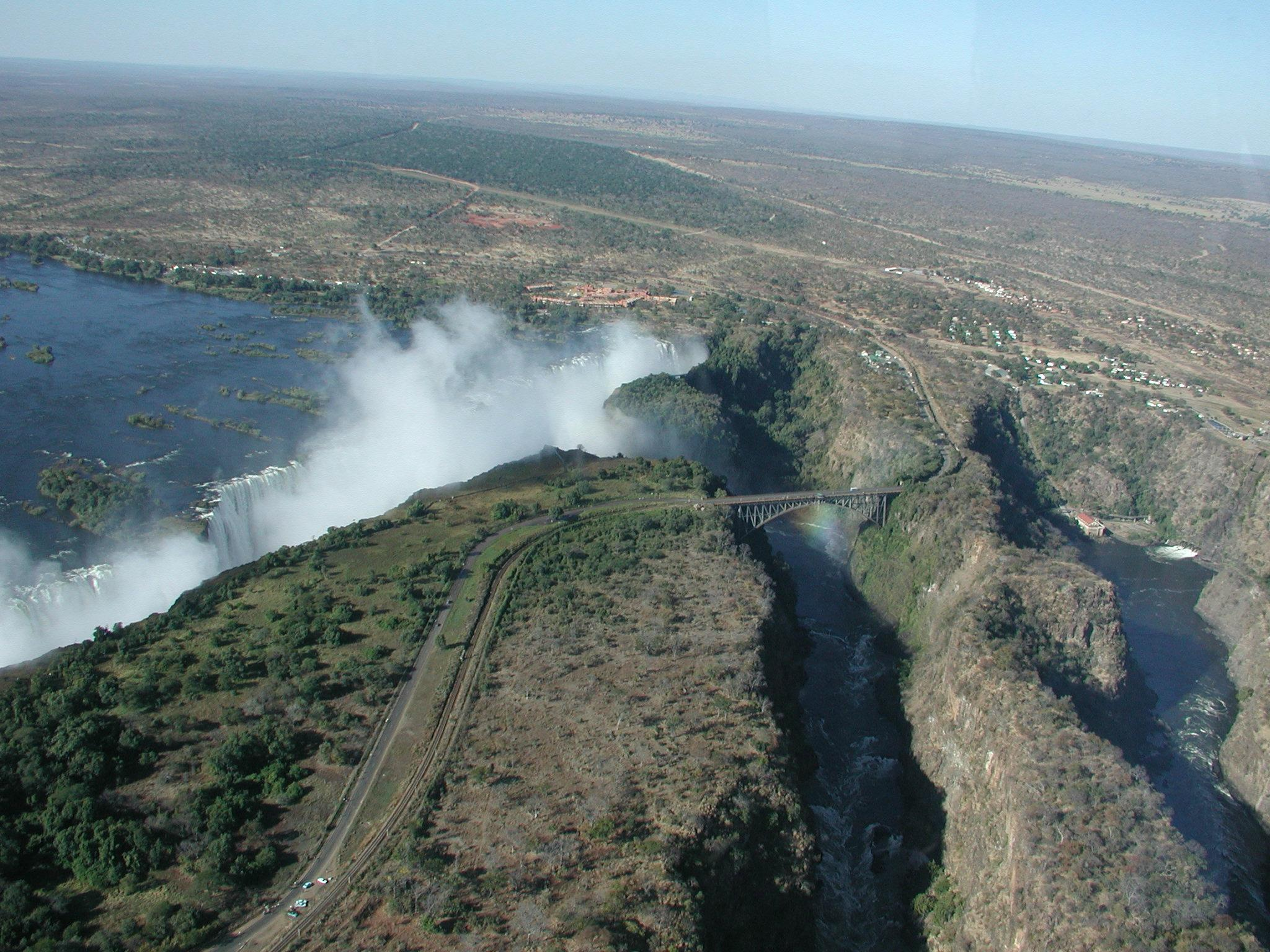
Les Chutes Victoria.

### Tournage

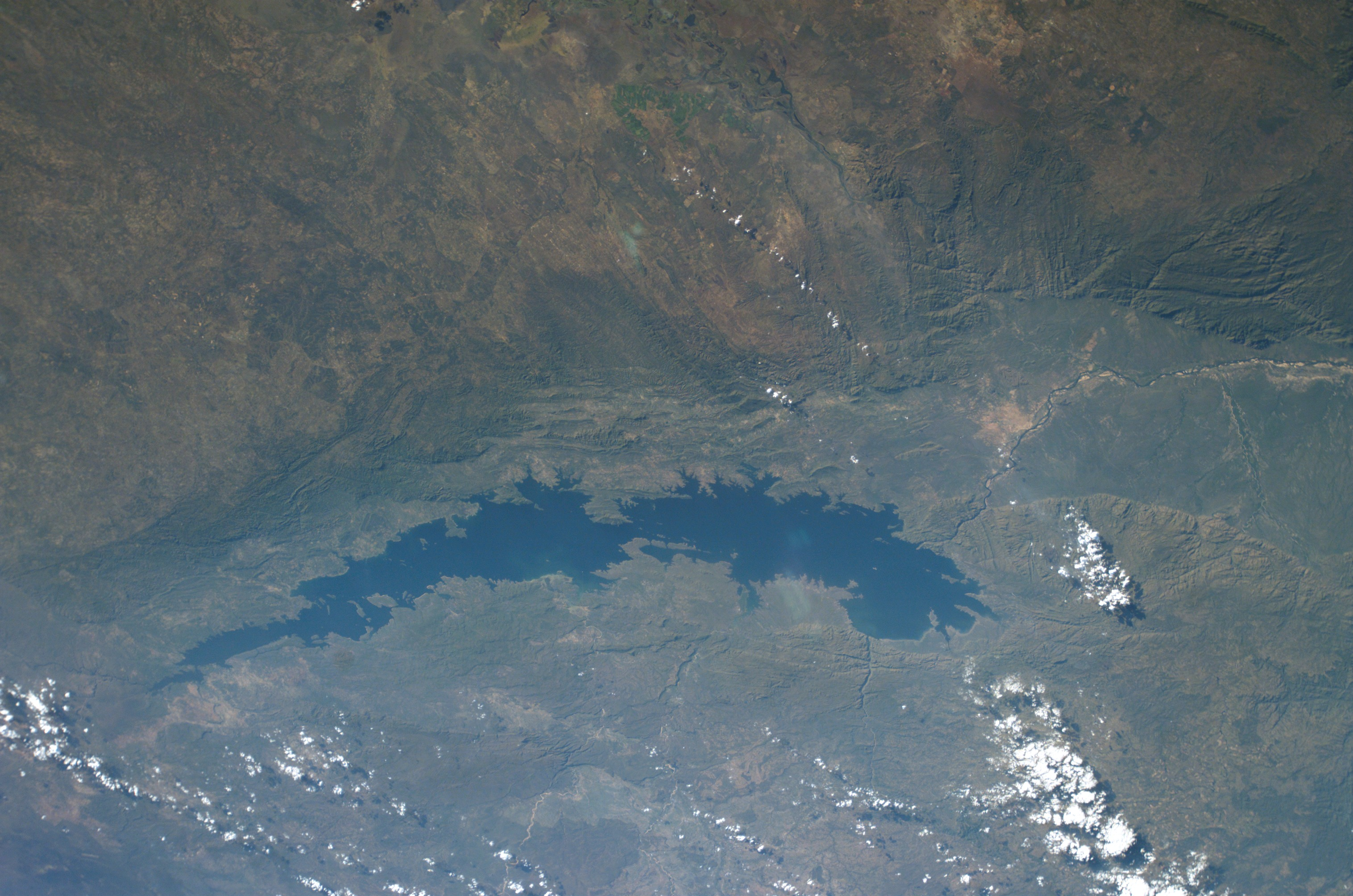
Le lac Kariba.

Le tournage a eu lieu principalement à Kariba au Zimbabwe, notamment près du lac Kariba, les chutes Victoria et à Hwange, durant deux mois en 1989.
Le bateau utilisé dans le film est un décor construit en Grande-Bretagne, qui a été ensuite acheminé en Afrique. Certaines scènes en intérieurs sont tournées aux Pinewood Studios près de Londres.

## Accueil
Le film reçoit des critiques plutôt positives à sa sortie. Sur l'agrégateur américain Rotten Tomatoes, il récolte 86 % d'opinions favorables pour 35 critiques et une note moyenne de 7,05⁄10, avec un consensus décrivant le film comme « puissant, intelligent et subtilement émouvant, une méditation fascinante sur la masculinité et l'insécurité des artistes ». Jim Hoberman de The Village Voice pense qu'il s'agit du meilleur film de Clint Eastwood avant son chef-d'œuvre Impitoyable. Jonathan Rosenbaum considère justement ce film comme un chef-d'œuvre, avec une performance très « brechtienne » de Clint Eastwood, qui ne disparaît jamais dans son rôle.
Produit avec un budget de 24 000 000 dollars, le film récolte 2 312 198 dollars au box-office américain. En France, il attire 410 948 spectateurs en salles.

## Distinctions
Le film est présenté en sélection officielle au Festival de Cannes 1990. Clint Eastwood est par ailleurs nommé au prix du meilleur réalisateur aux Chicago Film Critics Association Awards 1991.